# Dilomilis bissei
Dilomilis bissei är en orkidéart som beskrevs av Helga Dietrich. Dilomilis bissei ingår i släktet Dilomilis och familjen orkidéer.
Artens utbredningsområde är Kuba. Inga underarter finns listade i Catalogue of Life.